# Люшков, Генрих Самойлович
Ге́нрих Само́йлович Люшко́в (при рождении Гейних Шмулевич Люшков; 19 июня 1902, Одесса — 19 августа 1945, Дайрэн, Японская империя) — российский революционер, большевик, деятель ОГПУ-НКВД, комиссар государственной безопасности 3-го ранга. Входил в состав особых троек НКВД СССР.
В 1938 году, опасаясь неминуемого ареста, бежал в Маньчжурию и сдался японской разведке. За границей подробно рассказал о Большом терроре, разоблачил методы НКВД, предлагал японским властям организовать покушение на Сталина, от японского императорского правительства получил другое имя и японское гражданство, жил в Японской империи до её поражения во Второй мировой войне, был убит офицерами квантунской армии.

## Биография

### Ранние годы
Родился 19 июня (по старому стилю) 1902 года в Одессе, в семье дзюньковского мещанина, портного Шмуля Шаи-Герцовича Люшкова (1857—1921) и Рахили (Рухли) Соломоновны Люшковой (1868—1939). Семья жила на Екатерининской улице, № 22, кв. 10. Учился в казённом шестиклассном училище. После училища, с 1916 года, работал на частных предприятиях.
В 1916 году учился на вечерних общеобразовательных курсах. С января 1916 по февраль 1917 он работал подручным конторщика в конторе автомобильных принадлежностей Суханова.
В 1917 году Люшков стал революционером, в июле 1917 года вступил в РСДРП(б).
В Гражданскую войну воевал в РККА, к концу войны занимал должность начальника политотдела в одной из стрелковых бригад РККА. В июне-июле 1919 года он учился на Центральных политических курсах, в 1920 году — в Гуманитарно-общественном институте.
В 1917—1918 годах — член полусотни Союза социалистической молодёжи. В том же году вступил рядовым в Красную гвардию в Одессе. С 1918 года — в органах ЧК. В 1918—феврале 1919 года — на подпольной работе под руководством одного из членов одесского ревкома Ф. Д. Корнюшина; арестован, бежал. Перебрался в Николаев, стал рядовым 1-го Николаевского советского полка. Принимал участие в боях с войсками УНР у станции Жмеринка. С мая 1919 года — помощник военного организатора при Киевском губернском комитете КП(б)У. Служил в РККА красноармейцем, политкурсантом. В августе—сентябре 1919 года находился в распоряжении политического отдела 14-й армии, с сентября по ноябрь 1919 года — политрук Ударной отдельной бригады, в ноябре—декабре 1919 года — секретарь политотдела Ударной отдельной бригады. С декабря 1919 по июнь 1920 года — начальник политотдела 2-й бригады 57-й стрелковой дивизии.

### Карьера в ЧК-ОГПУ-НКВД
C 1920 по 1938 год Г. С. Люшков работал на руководящих должностях в ВЧК и ОГПУ на Украине, в Москве и на Дальнем Востоке.
В июне—сентябре 1920 года — уполномоченный Особого отдела 57-й стрелковой дивизии. В сентябре — 29 октября 1920 года — уполномоченный по военным делам Тираспольского уездного ЧК, 29 октября — 18 ноября 1920 — временно исполняющий дела заместителя заведующего политотдела Тираспольского уездного ЧК. С 18 ноября 1920 по апрель 1921 года — заведующий информацией регистрационной части Одесского губернского ЧК. 1920 году — зампредседателя Тираспольской ЧК, затем на различных должностях в Одесской ЧК, Каменец-Подольском отделении ГПУ. В 1924 году — начальник Проскуровского (ныне — город Хмельницкий) окружного отдела ОГПУ, переведён в ГПУ УССР в Харьков.
В 1930 году Люшков был командирован в Германию с задачей организовать промышленный шпионаж. По словам самого Люшкова, лично Сталин его поблагодарил за успешную шпионскую операцию по добыче промышленных секретов с авиазаводов «Юнкерс».
По возвращении из Германии Люшков работал в центральном аппарате Объединённого государственного политического управления (ОГПУ).
В 1931 году — глава секретно-политического отдела ГПУ Украины. В 1931 году он был переведён в центральный аппарат ОГПУ.
В 1933—1934 годах Люшков курировал так называемое «дело славистов», оно же — «дело Российской национальной партии», вёл допросы и утвердил обвинительное заключение по сфабрикованному ГПУ делу[уточнить].
В декабре 1934 года Г. С. Люшков участвовал в расследовании убийства С. М. Кирова, при этом пытался противодействовать попыткам Н. И. Ежова и А. В. Косарева контролировать следствие (впоследствии, перебежав к японцам, заявил, что убийца Кирова Л. В. Николаев был психически больным человеком, а не участником «террористической зиновьевской организации», на которую «выводило» следствие). Но тогдашние разногласия будущий нарком НКВД Люшкову не припоминал, напротив, держал его в своих фаворитах. Люшков пользовался расположением и наркома внутренних дел в 1934—1936 годах Г. Г. Ягоды: после возвращения из Ленинграда он готовил важнейшие приказы по НКВД и наиболее значимые докладные записки в ЦК партии (от имени Ягоды), используя[что?] для контроля за обстановкой в Секретно-Политическом отделе.
В 1935—1937 годах Люшков участвовал в подготовке политических процессов, в том числе вёл следствие и проводил допросы по делу Г. Е. Зиновьева и по делу «антисоветской троцкистской организации» в Красной Армии.
29 августа 1936 года Г. С. Люшков был назначен начальником УНКВД по Азово-Черноморскому краю. В этой должности он руководил «чистками», уже к декабрю 1936 года под его руководством было арестовано более 200 человек.
С 10 до 31 июля 1937 года он входил в состав краевой тройки и активно участвовал в массовых репрессиях 1937 года.
3 июля 1937 года Г. С. Люшков награждён орденом Ленина.
31 июля 1937 года Люшков был назначен начальником управления НКВД по Дальневосточному краю. Он работал на этой должности с 9 августа 1937 до июня 1938 года — до дня, когда перешёл границу и сдался японским властям.
В связи с начавшейся военной интервенцией Японии против Китая обстановка в регионе вызвала повышенное внимание советского руководства. 28 июня 1937 года Люшков получил краткий инструктаж своих будущих обязанностей лично от Сталина в ходе 15-минутной беседы.
В Хабаровске Люшков сразу же обвинил в «троцкизме» и инициировал арест своего предшественника на посту начальника краевого НКВД Т. Д. Дерибаса и нескольких сотрудников НКВД края и Приморской области, и глава треста «Дальстрой» Э. П. Берзин.
Люшков организовал массовые необоснованные репрессии на Дальнем Востоке, он был главным организатором «чисток» и депортации этнических корейцев в Среднюю Азию по подозрению в поддержке ими японской армии. Это было первое массовое принудительное переселение этноса на территории СССР.
В декабре 1937 года Г. С. Люшков был избран депутатом Верховного Совета СССР от Камчатско-Колымского округа Дальневосточного края, приезжал в Москву на его Первую сессию в 1938 году. Там, по воспоминаниям М. П. Фриновского, Люшков заметил за собой слежку, о чём обеспокоенно сообщил тому. Однако первый заместитель наркома НКВД заверял, что подозрений у него и Ежова нет, напротив, они принимают меры, чтобы защитить Люшкова от необоснованных обвинений. Люшков расценил данный разговор как отказ от прямого объяснения.

### Компромат, отзыв в Москву и побег
Люшков был самым высокопоставленным выдвиженцем Ягоды и долгое время сохранял свое положение и после его опалы. Люшков сумел продемонстрировать новому наркому НКВД Ежову свою полезность и тот защищал его от компромата. Ягода был приговорён к расстрелу на III Московском процессе, и в 1937—1938 годах подследственные чекисты часто называли вместе с фамилией бывшего наркома фамилию Люшкова. О его принадлежности к контрреволюционной организации сообщал, в частности, бывший глава НКВД ЗСФСР Д. И. Лордкипанидзе, однако Ежов не стал доводить сведения до Сталина, а потребовал от Фриновского допросить Ягоду и доказать непричастность Люшкова. Показания заместителя Ягоды Г. Е. Прокофьева были исправлены с исключением фрагмента о Люшкове. Фриновский выразил сомнение в необходимости оберегать Люшкова, однако Ежов переубедил своего заместителя.
Уже после направления Люшкова на Дальний Восток на него поступил компромат от бывшего начальника Контрразведывательного отдела ГУГБ НКВД СССР Л. Г. Миронова и брата заместителя начальника Главного управления рабоче-крестьянской милиции Н. М. Быстрых. Первого Ежов передопросил и заставил отказаться от прежних показаний, второй был «квалифицирован» в уголовники, что позволило отдать его дело милицейской «тройке» и убрать политическую составляющую.
Однако затем вопрос о политическом недоверии Люшкову был высказан маршалом В. К. Блюхером. В конце апреля 1938 года был арестован И. М. Леплевский — один из ближайших соратников Люшкова, а 3 мая за укрывательство брата-троцкиста вызван в Москву и арестован заместитель Люшкова М. А. Каган, что было для Люшкова серьёзным тревожным знаком.
Опытный чекист понял, что арест его заместителя означает скорый арест его самого, и решил бежать из страны. Он заранее подготовил свой побег, и сразу после ареста Кагана Люшков отправил свою жену и падчерицу в европейскую часть СССР, откуда они должны были уехать в Польшу под предлогом лечения дочери, а о необходимости такого лечения заранее были сделаны медицинские документы. Уже находясь в безопасности, жена должна была сообщить ему об этом безобидной телеграммой, в тексте которой должна быть условленная фраза.
26 мая 1938 года Люшков получил телеграмму с вызовом в Москву. Ежов сообщил ему об этом в телеграмме, где просил высказать отношение к переводу в Москву. Текст телеграммы выдавал, что в действительности его отзывали для ареста (конкретная должность не предлагалась, выяснялось только желание работать в центре вообще, о чём при назначениях не спрашивали; почему-то специально говорилось о подборе преемника). В июне 1938 года на Дальний Восток прибыли Фриновский и Л. З. Мехлис для проведения чистки руководства Тихоокеанского флота, погранвойск и местного НКВД.
28 мая Люшков телеграфировал, что благодарит за оказанное доверие и считает новую работу за честь, но сослался на необходимость закончить дела на Дальнем Востоке и ждал условленное телеграфное сообщение от жены, одновременно имитируя получение сведений о японской армии от секретного агента в Манчжурии, для чего он несколько раз ночью пересекал границу и возвращался.
12 июня 1938 года Люшков получил от жены Нины телеграмму с условной фразой «шлю свои поцелуи» и в ночь на 13 июня ушёл в Манчжурию и сдался японцам. Однако его жена отправила телеграмму (в определении № н-796/ос Московского Военного Округа, 1962 установлено, что эта информация не подтверждена объективными данными и не внушает доверия), ещё находясь в СССР и позже была задержана на границе и арестована. Её дочь (падчерицу Люшкова) Людмилу забрала семья родного отца.
9 июня 1938 года Люшков сообщил заместителю Г. М. Осинину-Винницкому о своём выезде в приграничный Посьет для встречи с особо важным агентом. В ночь на 13 июня он прибыл в расположение 59-го погранотряда, якобы для инспекции постов и приграничной полосы. Люшков был одет в полевую форму при наградах. Приказав начальнику заставы сопровождать его, он пешком двинулся к одному из участков границы. По прибытии Люшков объявил сопровождающему, что у него встреча на «той стороне» с особо важным маньчжурским агентом-нелегалом, которого никто не должен знать в лицо, поэтому, дальше он пойдёт один, а начальник заставы должен углубиться в сторону советской территории на полкилометра и ждать условного сигнала. Люшков ушёл, а начальник заставы сделал как было приказано, но, прождав его более двух часов, поднял тревогу. Застава была поднята в ружьё, и более 100 пограничников прочёсывали местность до утра. Более недели, до того как пришли вести из Японии, Люшков считался пропавшим без вести, то есть похищенным (убитым) японцами. Люшков же к тому времени пересёк границу и 14 июня 1938 года примерно в 5:30 у города Хуньчунь сдался маньчжурским пограничникам и попросил политического убежища. После он был переправлен в Японию и сотрудничал с японским военным ведомством.
На его место был назначен Г. Ф. Горбач, который провёл чистку всех ставленников Люшкова, а затем был осуждён и сам.
Побег Люшкова использовали как одну из причин для отстранения Н. И. Ежова. По свидетельству бывшего начальника Отдела охраны ГУГБ НКВД И. Я. Дагина, узнав о бегстве Люшкова, Ежов плакал и говорил: «Теперь я пропал». Из письма Ежова к Сталину:

Я буквально сходил с ума. Вызвал Фриновского и предложил вместе поехать докладывать Вам. Тогда же Фриновскому я сказал: «Ну, теперь нас крепко накажут». Это был настолько очевидный и большой провал разведки, что за такие дела, естественно, по головке не гладят.

### Служба японцам

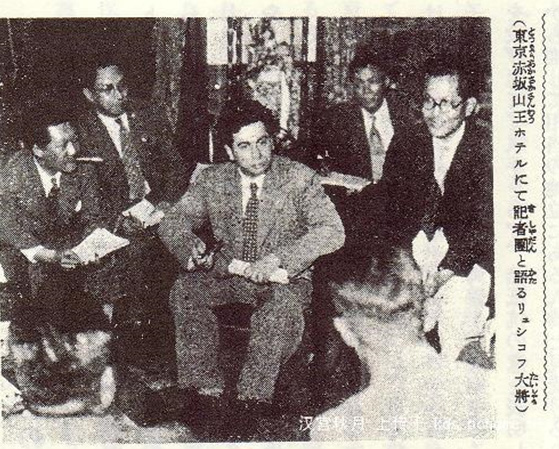
Люшков (в центре снимка) на пресс-конференции в Токио.

В момент перехода маньчжурской границы Люшковым в этом районе случайно оказывается корреспондент одной из наиболее известных немецких газет «Ангриф» Ивар Лисснер. Японские пограничники просят его помочь с переводом показаний Люшкова, немец соглашается, таким образом, немецким представителям в Японии становится известно об этом событии. Согласно донесениям советского резидента в Японии Рихарда Зорге, перебежчика допрашивали сначала японцы. Информацию, полученную от Люшкова, они передали немецкому военному атташе подполковнику Шоллу. Поражённый ценностью сведений, он пишет донесение шефу абвера адмиралу Канарису прислать в Токио специального сотрудника для работы с этой информацией. О предательстве Люшкова Зорге узнал одним из первых от самого Шолла, который безоговорочно доверял обаятельному «немецкому корреспонденту». Люшков критиковал политику Сталина, рассказывал о своих антикоммунистических настроениях, о дислокации советских войск на Дальнем Востоке и на Украине, о кодах шифров, применявшихся в военных сообщениях, и об оппозиционно настроенной группе армейских лиц в ДВО. Запись допросов составила несколько сотен страниц, и Зорге, сначала не придавший большого значения инциденту с перебежчиком, сфотографировал лишь половину отчёта германского полковника, радировав основное содержание показаний ещё в конце лета 1938 г. В этом документе содержалось подтверждение ранее отосланной Зорге записки касательно Блюхера от 14 декабря 1937 г. Говоря о недооценке японцами военной мощи СССР, разведчик сообщил: «Ведутся, например, серьёзные разговоры о том, что есть основания рассчитывать на сепаратистские настроения маршала Блюхера, а потому в результате первого решительного удара можно будет достигнуть с ним мира на благоприятных для Японии условиях».
Стостраничный отчёт Зорге переслал в Центр в январе 1939 года.
Вот что пишет Коидзуми Коитиро по поводу той информации, которую Люшков передал японской разведке:

Сведения, которые сообщил Люшков, были для нас исключительно ценными. В наши руки попала информация о Вооружённых Силах Советского Союза на Дальнем Востоке, их дислокации, строительстве оборонительных сооружений, о важнейших крепостях и укреплениях. В полученной от Люшкова информации нас поразило то, что войска, которые Советский Союз мог сконцентрировать против Японии, обладали, как оказалось, подавляющим превосходством. В тот период, то есть на конец июня 1938 года, наши силы в Корее и Маньчжурии, которые мы могли использовать против Советского Союза, насчитывали всего лишь 9 дивизий… Опираясь на полученные от Люшкова данные, пятый отдел Генштаба пришёл к выводу о том, что Советский Союз может использовать против Японии в нормальных условиях до 28 стрелковых дивизий, а при необходимости сосредоточить от 31 до 58 дивизий… Тревожным выглядело и соотношение в танках и самолётах. Против 2000 советских самолётов Япония могла выставить лишь 340 и против 1900 советских танков — только 170… До этого мы полагали, что советские и японские вооружённые силы на Дальнем Востоке соотносились между собой как три к одному. Однако фактическое соотношение оказалось равным примерно пяти или даже более к одному. Это делало фактически невозможным осуществление ранее составленного плана военных операций против СССР…
— Из книги Ё. Хиямы «Планы покушения на Сталина»
Люшков раскрыл перед японцами всю известную ему информацию о Большом терроре и о методах НКВД вообще. 13 июля 1938 года в интервью японской газете «Ёмиури симбун» Люшков заявил:

Я до последнего времени совершал большие преступления перед народом, так как я активно сотрудничал со Сталиным в проведении его политики обмана и терроризма. Я действительно предатель. Но я предатель только по отношению к Сталину… Таковы непосредственные причины моего побега из СССР, но этим дело не исчерпывается. Имеются и более важные и фундаментальные причины, которые побудили меня так действовать.
Это то, что я убеждён в том, что ленинские принципы перестали быть основой политики партии. Я впервые почувствовал колебания со времени убийства Кирова Николаевым в конце 1934 г. Этот случай был фатальным для страны так же, как и для партии. Я был тогда в Ленинграде. Я не только непосредственно занимался расследованием убийства Кирова, но и активно принимал участие в публичных процессах и казнях, проводившихся после кировского дела под руководством Ежова. Я имел отношение к следующим делам:
1. Дело так называемого ленинградского террористического центра в начале 1935 г.
2. Дело террористического центра о заговоре против Сталина в Кремле в 1935 г.
3. Дело так называемого троцкистско-зиновьевского объединённого центра в августе 1936 г.

Перед всем миром я могу удостоверить с полной ответственностью, что все эти мнимые заговоры никогда не существовали и все они были преднамеренно сфабрикованы.
Николаев безусловно не принадлежал к группе Зиновьева. Он был ненормальный человек, страдавший манией величия. Он решил погибнуть, чтобы войти в историю героем. Это явствует из его дневника.
На процессе, проходившем в августе 1936 г., обвинения в том, что троцкисты через Ольберга 1). Были связаны с германским гестапо, обвинения против Зиновьева и Каменева в шпионаже, обвинения в том, что Зиновьев и Каменев были связаны с так называемым «правым центром» через Томского, 2). Рыкова и Бухарина, — полностью сфабрикованы. Зиновьев, Каменев, Томский, Рыков, Бухарин и многие другие были казнены как враги Сталина, противодействовавшие его разрушительной политике.
Сталин использовал благоприятную возможность, представившуюся в связи с делом Кирова, для того, чтобы избавиться от этих людей посредством фабрикации обширных антисталинских заговоров, шпионских процессов и террористических организаций.
Так Сталин избавлялся всеми мерами от политических противников и от тех, кто может стать ими в будущем. Дьявольские методы Сталина приводили к падению даже весьма искушённых и сильных людей. Его мероприятия породили много трагедий. Это происходило не только благодаря истерической подозрительности Сталина, но и на основе его твёрдой решимости избавиться от всех троцкистов и правых, которые являются политическими оппонентами Сталина и могут представить собой политическую опасность в будущем…

По словам Люшкова, сенсационные признания выбивались из осуждённых под жестокими пытками и с угрозой новых истязаний. В подтверждение своих слов он опубликовал захваченное с собой предсмертное письмо в адрес ЦК ВКП(б) бывшего помощника командующего Отдельной Краснознамённой Дальневосточной армией по ВВС А. Я. Лапина, который покончил с собой в хабаровской тюрьме. Раскрывая перед японцами тайны сталинского террора, Люшков не скрывал своего активного участия в нём.
Люшков был наиболее высокопоставленным перебежчиком из НКВД. Он работал в Токио и Дайрэне (Даляне) в разведорганах японского генштаба (в «Бюро по изучению Восточной Азии», советником 2-го отдела штаба Квантунской армии). Люшков передал японцам исключительно важные сведения о советских вооружённых силах, в частности об особенно интересующем их регионе — Дальнем Востоке. Японцы получили подробную информацию о дислокации войск, строительстве оборонительных сооружений, крепостях и укреплениях и т. д. Для них было неожиданным, что СССР имеет довольно значительное военное превосходство над японцами на Дальнем Востоке. К тому же Люшков передал японцам детальную информацию о планах развёртывания советских войск не только на Дальнем Востоке, но и в Сибири, на Украине. Он выдал японцам важнейших агентов органов НКВД на Дальнем Востоке и проводящиеся разведывательные игры (в частности, раскрыл операцию «Маки-Мираж», что послужило толчком к активным военным провокациям со стороны Квантунской армии и, возможно, главной причине начала боёв на Халхин-Голе).

Люшков предложил японцам план убийства Сталина. Они охотно за него ухватились. Как пишет японский исследователь Хияма, это была чуть ли не единственная серьёзно подготовленная попытка покушения на Сталина. По долгу службы на посту начальника отделения НКВД по Азово-Черноморскому краю Люшков нёс персональную ответственность за охрану вождя в Сочи. Он знал, что Сталин лечился в Мацесте. Расположение корпуса, где Сталин принимал ванны, порядок и систему охраны Люшков хорошо помнил, так как сам их разрабатывал. Люшков возглавил диверсионную группу из русских эмигрантов, которую японцы в 1939 году перебросили к советско-турецкой границе. Однако в диверсионную группу был внедрён советский агент, и переход через границу сорвался.
— 
В 1939 году Люшков был заочно приговорён в СССР к смертной казни (в определении № н-796/ос Московского Военного Округа, 1962 установлено, что уголовное дело на Г. С. Люшкова не заводилось). В Японии он стал гражданином под именем Ямогочи Тосикадзу.

### Смерть
19 августа 1945 года Г. С. Люшков был убит в Дайрэне (ныне Далянь, он там находился в положении почётного пленника и получал генеральское жалование) японскими офицерами при приближении войск СССР, обстоятельства смерти остаются неизвестными.

## Семья
- Супруга — Нина Васильевна Письменная (урождённая Краузе[24]) (первая жена Якова Вольфовича Письменного —  начальник Учётно-статистического отдела НКВД Украины и лётчика-испытателя), была арестована 15 июня 1938 года, 19 января 1939 года была осуждена как член семьи изменника Родины на 8 лет лагерей. 15 февраля 1940 года Особое совещание при НКВД пересмотрело её дело, постановило считать её отбывшей срок и отправило в пятилетнюю ссылку. После реабилитации в 1962 году она нашла дочь Людмилу Яковлевну Письменную (падчерицу Люшкова) в Юрмале (Латвия), где и прожила всю последующую жизнь и скончалась в возрасте 90 лет в 1999 году.

- Приёмная дочь — Людмила Яковлевна Письменная, родилась 5 мая 1927 года в Харькове, родная дочь Якова Вульфовича Письменного (расстрелян в 1930-е), после ареста матери и бегства отчима была спасена родной сестрой своего отца Анной Владимировной (Вольфовной) Шульман (Письменной) и после войны с её семьёй переехала в Латвию, где стала профессором Латвийской музыкальной академии и Рижской академии педагогики и управления образованием. Доктор искусствоведения, Заслуженный деятель искусств Латвийской ССР. Умерла 1 февраля 2010 года[24][25].

## Киновоплощения
- Хасанский вальс (2008)
- Зорге (2019)